# 今際の路のアリス
『今際の路のアリス』（いまわのみちのアリス）は、原作麻生羽呂、作画黒田高祥による日本の漫画作品。『月刊サンデーGX』（小学館）にて、2015年9月号から2018年3月号まで連載。同社の『週刊少年サンデーS』および『少年サンデー』で連載されていた『今際の国のアリス』のスピンオフにして続編。

## あらすじ
「人生は強制参加のクソゲー」だと嘯く女子高生、佐野紀奈（キーナ）は、手に『♣Q』のトランプカードを握ったまま、見知らぬ野原の中で目覚めた。
何も思い出せないまま周囲を彷徨ううち、そこが荒廃した京都であることに気づいた彼女は、清水寺で一人の女子高生と出会う。
キーナと同様、ここで目覚めるまでのことを全く覚えていないという屈託のない彼女、小島亜里朱（アリス）もまた、『♥Q』のトランプカードを持っていた。
日暮れ時に突如打ちあがった花火を追って五条大橋まで行った2人を出迎えたのは、9人の男女。
いずれもこの荒廃した京都で目覚めるまでの記憶がないと言う11人の共通点は、1枚ずつ手にした異なるトランプの絵札。
ここから、新たな『今際の国』と『げぇむ』が始まろうとしている。

## 登場人物
作中では主に名前及び名字のどちらかが片仮名で表記される。
小島亜里朱（こじま ありす） / アリス
女子高生。最初に所持していたトランプは『♥Q』。
『事件』に巻き込まれて、偶発的に『今際の国』に入国した１人。
高校のソフトボール部の部員で、事件が起きた日の２日後に京都での遠征試合を控えていた。
初の選抜大会優勝がかかっていた大会で、後１勝を目前に部活の顧問が売春容疑で逮捕された事により大会出場権剥奪と部活動停止処分を言い渡されてしまう。
大人の事情に振り回される事を嫌った部員達が次々と退部してしまい、バッテリーを組んでいた先輩の推薦も取り消されてしまった為に１度は悔し涙を流したが、先輩に「教師になり、自分が部活動を教える生徒達には同じ思いをさせない為にこれからも戦い続ける。戦う事を止めなければ負けない、だからアリスも負けるな」と激励を受けた事によって自らも戦う事を決意する。
日本橋でキーナ・アジキと再会し、キーナへ本音を打ち明けた後はアリスを殺そうとするアジキとそれを阻止しようとするクキ・ミトと混戦状態になりアジキに拳銃を突きつけられるが、キーナにより庇われ射殺を免れる。力尽きる寸前のキーナから情報を得る事に成功した後は、キマリ達が今際の国に『キー』を持ち込んだ事をヒントに、自分に傷をつける事で『キー』を持ち込む事を提案し、ミトと共に現実世界へと帰還する。
現実世界に帰還後は病院で絶対安静を言い渡されてしまうが内緒で病院を抜け出し、部活の部員達と共に京都へと向かう中で今際の国での記憶が蘇り、警視庁公安部に連絡を入れて爆発物の在処を伝えた。

弥刀邦松（みと くにまつ） /ミト
大学生。最初に所持していたトランプは『♥J』。
『事件』に巻き込まれて、偶発的に『今際の国』に入国した１人。
SNSで注目を集めようとバイト代をソーシャルゲーの課金につぎ込み、更にSNSに奇矯な投稿を繰り返したため、大学から除籍処分を受けている。
旅の当初はアリス達と年が近い事から仲良くしていたが、不安からキーナと肉体関係を持とうとして拒否され、アリスにも軽蔑される。
アリス達がハヨンと口論になった際は必死に命乞いをし、仲間になる条件としてクキを手錠で拘束した。
段々何もかもがどうでも良くなっていく自分に恐怖していたが、安城市でガモンの惨死を目の当たりにして「やっぱり死にたくない」という渇望に目覚める。
同時に、現実に帰って良いと自分で思えるようになるため、アリスやキーナ、クキに謝ることを決意。
箱根山中では、アヨンの拷問からアリスとキーナを救うため、ガモンから聞いた『任務』の情報をキマリに暴露して彼の覚醒を促した。
その後、湯本温泉でのキマリとの共闘を経て、日本橋までの道行をアリスと同道。
日本橋でアリスに『♥Q』のカードを渡し、またクキへの謝罪の結果、自分とキーナのカード『♥J』と『♣Q』を返してもらう。
最終的にアリスと共に現実世界に帰還し、生還者の1人となった。

久喜杜男（くき もりお） /クキ
管理職。最初に所持していたトランプは『♣J』。
『事件』に巻き込まれて、偶発的に『今際の国』に入国した１人。
貧相な体格の冴えない中年男性だが、若い頃はクレー射撃競技で国体クラスの選手だった。
性欲が強く、その事を利用してガモンに嵌められ、トランプを奪われたうえに手錠で拘束されてジャングルに置き去りにされる。
その後、ガモンが好奇心で置いていったハンマーで自分の左手を破壊し拘束から脱出、民家で猟銃を調達して左手にくくりつける形で装備する。そしてジャングルを彷徨っている間にストレスからか頭髪が薄くなり、さらには全身を虫に刺されてしまったせいで容姿も醜くなってしまう。
我慢を重ねるも何も報われず、周囲に振り回されるだけだった人生の惨めさに絶望して、以後は欲望のままに行動するようになる。
名古屋でハヨンを猟銃で射殺した後に屍姦、安城市でガモンをハンマーで撲殺する等の凶行を重ね、湯本温泉でのキマリとの銃撃戦の末、遂に撃退されると思われるも悪運により生存。
その後、日本橋でミトと再会し、死をも覚悟したミトの謝罪をあっさりと受け入れる。最後は、ミトに現実世界への帰還を誘われるもこれに反応せず、何処かへと消えて行った。

富井幹比呂（とみい みきひろ） /トミー
長距離トラックの運転手。最初に所持していたトランプは『♥K』。
『事件』に巻き込まれて、偶発的に『今際の国』に入国した１人。
宇治市出身で、仕事の関係で東京と京都の区間を行き来していた。
家族を探す為に京都に残ることを決め、アリスらに自らのトランプカードと整備したキャンピングカーを渡す。
落ち着きと包容力のある人物で、気丈に振る舞うアリスの不安を見抜いて忠告と激励を与えた。
宇治市に渡って家族を探すも見つからず、行き場を失ってしまう。その後、途方にくれ、京都市内に戻ったところでアジキに再会。
殺してもらう事を条件にバイクを使えるよう整備し、アリスへの伝言を伝えた後、彼によって介錯された。

安食柊（あじき しゅう） /アジキ
極道の組員。最初に所持していたトランプは『♠J』。
『事件』により今際の国に入国した1人で、『事件』を引き起こした張本人。
当初から暴力の行使に躊躇しない様子を匂わせ、好戦的な態度をキマリに牽制されていた。初日の夜、ユラが射殺されたのと前後して行方不明になる。
キャンピングカーの死角からユラの『♦J』と共に彼の『♠J』も見つかったことで彼も始末されたと思われていたが、彼こそが『今際の国』初日にユラを射殺した真犯人だった。
凶行を目撃したキマリとの交戦で銃弾を受けて鴨川に落水するも、自らの備えで一命を取り止め、オフロードバイクを駆って、一行を追跡していた。
湯本温泉にてキマリに致命傷を負わせ、一緒に元の世界に戻ろうというアリスの説得にも応じず、キーナを誘拐する。
最初は欲望の捌け口にするつもりで拐ったのだが、キーナの絶望を察して自分の同類と認めた後は、彼女を守る事を誓う。
日本橋で再びアリスと遭遇したことで揺らぐキーナを見て、彼女が自分を置いて元の世界に帰ってしまう可能性に苛立ち、アリスを始末しようと決意。
それを阻止しようとするミト、クキも加わった乱戦の末、クキの持っていた拳銃で射殺された。

由良倫義（ゆら みちよし） /ユラ
私立探偵。最初に所持していたトランプは『♦J』。
『事件』により今際の国に入国した1人で、『事件』の『引き金』となった人物。
挑発的かつ利己的な言動が目立ち、東京行きについては無謀で危険な行為として最後まで反対していた。
ガモンの好奇心とは異なる形でトランプカードに固執し、誰にも渡さないと公言していた。
初日の深夜に鴨川のほとりで何者かに射殺され、『♦J』のカードを持ち去られる。　

佐野紀奈（さの きいな） / キーナ
女子高生。最初に所持していたトランプは『♣Q』。
その正体は、キマリ達が課せられた『任務』の最重要人物。
過去の悲惨な生い立ちから東京を呪い、警視庁に爆発予告を送り、日本橋に爆弾を設置していた。
ある道中で、張り込んでたキマリと遭遇、逃げる最中、車に跳ねられてしまう。
日本橋でアリスと対立、お互いに全ての事をぶつけ合う。最後は安食の銃弾からアリスを庇い、爆弾の設置場所を教えた後、安らかに死亡する。

木鞠隆一（きまり りゅういち） /キマリ
公安警察所属の国家公務員。最初に所持していたトランプは『♠K』。
暴力慣れしていそうな人間たちの中では理論的で穏健な方ではあるものの、言動の端々からはやはり不穏なものを感じさせる。
アリスにユラとアジキ殺しの犯人ではないかと問い詰められるも、犯人だと認めるだけで詳細を語ろうとはしなかった。
(実際は、安食が襲いかかってきた故の正当防衛。)
内容も思い出せない『任務』にこだわり、必要以上には他人に手を貸そうとせず、諾々とその時々の場の支配者の方針に従う。
その正体は、東京を救うための『任務』を発令し、そのための専門家を招集した人物。
国益のためなら己も家庭も顧みず、『任務』についても「東京ひいては国家の安全のための最優先事項」と何度も強調していたが、彼が本当に守りたかったのは自らの幼い一人娘だった。
箱根山中で、ミトから「『任務』の最重要人物が女子高生であること」を教えられ、全てを思い出す。交渉が決裂したキーナを追って辿り着いた湯本温泉ではミトと共闘し、彼に後の事を託して、捨て身の攻撃でクキを撃退する。アリスに助けられるも、アジキの急襲によって致命傷を負い、直後の爆発から身を挺してアリスを庇って死亡。その亡骸は、アリスとミトによって埋葬された。

加納我文（かのう がもん） /ガモン
脳科学者。最初に所持していたトランプは『♦K』。
その正体は、東京を救うための『任務』に選ばれた1人にして任務遂行の要の人物。
歪んだ研究心を抑える事が出来ない性格で、学会でも鼻つまみ者として扱われてきた。
大学の依頼を受け６年前の隕石災害の被災者達の脳波の影響を調べてデータ収集を行っていた時、ある１人の被験者の口から『今際の国』という異世界での体験談を聞かされる。
その後催眠療法を用いて堂道隼人や安梨鶴奈達数人の被験者の口からも体験談を聞かされた事により、今際の国の存在を信じるようになる。
『集団での心肺停止を引き起こす』という手段を用いてキマリ達４人と共に今際の国に入国する。
記憶の一部を思い出した後はハヨン達を揺さ振る事で内部分裂を引き起こしてクキを罠に嵌め、クキにのみ真相を暴露した後も陰で暗躍し順調に自らの欲望を満たしていく。
後に安城市で全ての記憶を取り戻し、ミトをも揺さ振ろうとしたが追いついて来たクキに殴り倒され、『任務の最重要人物が女子高生である』事をキマリに伝えるようクキに遺言を残し彼によって惨殺された。
『今際の国のアリス』の登場人物である加納未来（かのう みら）の弟であり、『今際の国』への入国には姉の死の詳細を知りたいという目的もあった。

金娥英（きむ あよん） /アヨン
元陸軍軍医。最初に所持していたトランプは『♦Q』。
その正体は、東京を救うための『任務』に選ばれた民間人の1人。夏英の姉。
『今際の国』では、アリス達と口論になりハヨンと共にアリス達を追い詰めようとする。
名古屋で、入手した火縄銃と死亡したハヲンの遺体から手に入れた、日本刀を武器に、アリス&モロと対峙。
銃撃戦の末、アリスにブーメランで頭部の骨を砕かれ、アリスに『臨死体験』の事を話した後、トランプを託し、死亡する。

金夏英（きむ はよん） /ハヨン
元陸軍尋問官。娥英の妹。最初に所持していたトランプは『♠Q』。
短気かつ直情的で協調性が低く、粗暴な面も強いが、一方で洞察力や判断力や実行力、サバイバル技術や戦闘技能といった個人能力は極めて高い。
アジキのように暴力を躊躇しない態度を見せるのみならず、姉を含めた全ての人間を見下している事を隠そうともせずに苛立ちを募らせていた。
その正体は、東京を救うための『任務』に選ばれた民間人専門家の1人。
『愚図』と見なすミトやクキ、キーナとも協調することに当初から不満を持っていたこと、そして実父からの虐待に屈したトラウマをガモンに突かれたことで暴走を始め、暴力を背景に場を支配しようとして、キーナを庇うアリスと対立する。
旅の途中、警察署で拳銃を手に入れ、名古屋で日本刀を入手してからは、拳銃を丸腰のガモンに譲渡した。｢後に、ガモンは殺害されて、最終的に、クキに行き渡る。｣
隙を突かれてアリスとキーナの逃亡を許したうえに『♠J』のカードまで持ち逃げされたことから彼女を敵と定め、名古屋城ではキーナを人質に取ったうえでアリスを嬲るも、その本当の目的は彼女の意志を折ることで己のトラウマを慰撫することにあった。
しかし、ガモンの入れ知恵もあったアリスの機転と覚悟にまたしてもしてやられ、更に（アリスからすればハヨンの拘束から脱出するための苦肉の策とは言え）己のトラウマを弄ばれた形になったことから完全に逆上。
アリスへの度し難い負の感情に駆り立てられるまま、砂嵐にも構わずアリスとキーナを追跡するも、その砂嵐に紛れて彼女に接近したクキの猟銃によって射殺される。

茂呂源也（もろ げんや） /モロ
サバイバルの専門家。最初に所持していたトランプは『♣K』。
他の11人に先行して東京を目指していたが、名古屋の神社で衰弱し切ったアリスとキーナに遭遇してこれを救難したことから、以降しばらくの道行を2人と共にする。
しかし、キーナが回復しかけた頃に突如、食料が尽きた事を理由に2人とは別行動をすることを宣言。アリス達に問い詰められて「孤独の中でしか生きられない」自分を告白し、2人との時間を「楽しかったのかもしれない」と認めつつも、宣言どおりに2人と別れた。
その正体は、東京を救うための『任務』を秘密裏に依頼された民間人専門家の1人。
元々は、ある飛行機事故で唯一の生存者となった商社マン。流れ着いた無人島で10年もの年月をたった一人で生き延び、卓越したサバイバル技能を身に着ける。
その後救助されて文明社会に戻ったものの、10年間の孤独は、彼から人と関わる力を完全に奪い去ってしまっていた。
一旦は別行動を選択したはずが、箱根山中でアリスを助けに現れて彼女を襲っていたクキを撃退。続くアヨンとの狙撃合戦をも制してアヨンの顔を撃ち抜くも、そのために囮となって負傷したアリスへの心配を優先した隙を突かれて、アヨンの日本刀に貫かれ、アリスに自分を孤独から救ってくれたことへの感謝の言葉を告げ、死亡する。

## 用語
今際の国
心肺停止など生と死の境にいる者たちの共通無意識により構築される異世界。その在り様は構築する者たちの意識によって変貌すると推察されており、12人の入国者それぞれの心象風景が反映された今回は、荒廃した京都から東京までの区間が今際の国になっている。物語後半、アリスとミトは『今際の国』と言うより『今際の路』だと称した。
『任務』
国家公安であるキマリと彼の招集で集められた民間人専門家4名の5名が臨んだ任務。その内容は、重体で昏睡状態にある佐野紀奈と『今際の国』で接触し、彼女が都内に仕掛けた爆弾の設置場所を聞き出すこと。そのために5人ともが人為的に心肺停止の状態となるが、直後に起こった『事件』のせいで生命維持・蘇生装置が全て停止。結果的に標的の佐野紀奈を含む6名全員が死亡する。
『事件』
『任務』開始のほぼ同時刻に、暴力団組員が白昼の日本橋で起こした事件。その凶行は標的の男を殺害するに留まらず、流れ弾に被弾したトラックの運転手と付近にいた通行人3名を心肺停止にまで追い込み、付近一帯を大停電させる大惨事を引き起こした。この『事件』により、『任務』と無関係だった6名が『任務』の遂行者と同時に『今際の国』に入国することになる。現実世界の帰還後、前作と同様に『今際の国』で死亡した人間が、テレビの報道で死亡したリストに記載されていた。
『キー』
ガモンが考案した『存在しないハズの物が存在するという矛盾により、認知を刺激し欠落した記憶を呼び起こす』裏技。また、そのために用意された物品等。ガモン自身が嘯くとおり、無意味ではないが効果のほどは曖昧で、思い出すタイミングにも内容にも個々人で大きくムラがある。
『任務』の関係者が用意したものは、キマリが『返却したはずの結婚指輪』、金姉妹が『父親に破り捨てられたはずの幼い頃の姉妹の似顔絵』、ガモンが『火事で焼失したはずの万博記念硬貨』、モロが『無人島時代に捨てたはずの社長賞の銀時計』といったそれぞれのレプリカ。
一方、アジキの場合は『一度会って殺したはずのユラをもう一度殺そうとする』という有り得ないはずの体験が、結果的に『キー』の役割を果たしている。

## 書誌情報
- 原作：麻生羽呂、作画：黒田高祥 『今際の路のアリス』 小学館〈サンデーGXコミックス〉、全8巻
  1. 2016年1月18日発売[3]、ISBN 978-4-09-157431-2
  2. 2016年4月18日発売[4]、ISBN 978-4-09-157444-2
  3. 2016年8月19日発売[5]、ISBN 978-4-09-157457-2
  4. 2017年1月19日発売[6]、ISBN 978-4-09-157471-8
  5. 2017年6月19日発売[7]、ISBN 978-4-09-157488-6
  6. 2017年11月17日発売[8]、ISBN 978-4-09-157505-0
  7. 2018年1月19日発売[9]、ISBN 978-4-09-157510-4
  8. 2018年3月19日発売[10]、ISBN 978-4-09-157516-6